# Colin Braun
Colin Braun (ur. 22 września 1988 w Ovalo) – amerykański kierowca wyścigowy.

## Kariera
Braun rozpoczął karierę w międzynarodowych wyścigach samochodowych w 2003 roku od startów w Belgijskiej Formule Renault 1.6 oraz w Formula TR Pro Series FR 1600, gdzie dziesięciokrotnie stawał na podium, w tym dziewięciokrotnie na jego najwyższym stopniu. Zdobył tam tytuł mistrza serii. W późniejszych latach Amerykanin pojawiał się także w stawce Północnoamerykańskiej Formuły Renault 2000, Star Mazda, Formula TR Pro Series FR 2000, Grand American Rolex Series, Grand-Am Cup ST, NASCAR Busch Series, NASCAR Truck Series, ARCA Series, 24-godzinnego wyścigu Le Mans, American Le Mans Series, NASCAR Nationwide Series, NASCAR Craftsman Truck Series, NASCAR Camping World Truck Series, Grand-Am Rolex Sports Car Series, Pirelli World Challenge oraz United Sports Car Championship.

## Wyniki w 24h Le Mans
| Rok  | Zespół                         | Partnerzy                  | Samochód         | Klasa | Okr. | Poz. | Klasa Pos. |
| ---- | ------------------------------ | -------------------------- | ---------------- | ----- | ---- | ---- | ---------- |
| 2007 | Risi Competizione Krohn Racing | Tracy Krohn Niclas Jönsson | Ferrari F430 GT2 | GT2   | 314  | 19   | 2          |